# Kapløbet til Tunis
Kapløbet til Tunis var en del af Felttoget i Tunesien, som fandt sted i november - december 1942 under 2. Verdenskrig. Da først fransk modstand mod de allierede landsætninger i Operation Torch var ophørt i midten af november, rykkede de allierede hurtigt østpå med en divisionsstyrke fra Algeriet for at erobre Tunis og komme en opbygning af aksestyrker i Tunesien i forkøbet. Dette forehavende mislykkedes. Nogle allierede tropper var under 30 km fra Tunis i slutningen af november, men forsvarerne gennemførte et modangreb og trængte de allierede næsten 30 km tilbage til stillinger, som havde stabiliseret sig ved årets udgang.

## Baggrund

### De allierede
Planlæggerne af Operation Torch havde antaget at Vichy-Frankrig ville imødegå landsætningerne og invasionskonvojerne havde en overvægt at infanteri for at kunne imødegå modstand på landjorden. Ved Algier begyndte landsætningen af mobile styrker ikke før den 12. november, hvilket betød at fremrykning mod øst først var mulig den 15. november. De allierede havde kun to brigadegrupper fra den britiske 78. division, et pansret regiment fra den 6. pansrede division og noget artilleri til en fremrykning. Et forsøg på at nå Bizerta og Tunis over land inden Aksestyrkerne kunne nå at etablere sig var en høj satsning, som afhang af om flåden og flyvevåbenet kunne forsinke aksemagternes styrkeopbygning.

### Aksemagterne
Selv om de allierede planlagde med beslutsom modstand fra de Vichy-franske styrker til Torch landsætningerne undervurderede de den hastighed hvormed Aksemagterne kunne forstærke Tunesien. Trods efterretningsrapporter om Aksemagternes reaktion, var de allierede langsomme til at reagere, og det var først efter næsten uger at flyvevåbenet og flåden udformede planer til at imødegå Aksemagternes søtransport til Tunesien. I slutningen af november blev flådens Force K genskabt på Malta, med tre krydsere og fire destroyere, og Force Q blev dannet i Bône med tre krydsere og to destroyere. Ingen af aksemagternes skibe, som sejlede til Tunis blev sænket i november, men de allierede flåder sænkede syv af aksemagternes transportskibe i begyndelsen af december. Denne succes kom for sent fordi kampvognene i 10. panserdivision allerede var ankommet. Aksemagternes konvojer begyndte at sejle i dagslys, da de kunne blive beskyttet af fly. Natlige konvojer sejlede igen efter færdiggørelsen af de udvidede minefelter, som alvorligt begrænsede Force K og Force Q.

### Vichy-Frankrig
Tunesiske embedsfolk var uafklarede om hvem de skulle støtte og flyvepladser blev efterladt åbne til begge sider. Den 9. november rapporterede rekognosceringsfly at 40 tyske fly var landet ved Tunis og den følgende dag viste britisk fotorekognoscering omkring 100 fly der. Den dag sendte Regia Aeronautica (det italienske luftvåben) 28 jagere til Tunis og to dage senere begyndte en luftbro, som endte med at overføre 15.000 mand og 527 ton forsyninger. Skibe bragte 176 kamovogne, 131 kanoner, 1.152 køretøjer og 12.000 ton forsyninger. Ved månedens udgang var der tre tyske divisioner, heriblandt den 10. panserdivision, og to italienske infanteridivisioner ankommet. Den 12. november blev Walther Nehring udpeget til at lede det nye 15. korps, og han ankom den 17. november. Den franske kommandant i Tunesien, General Barré, flyttede Vichy-troperne op i bjergene og dannede en forsvarslinje fra Tebersouk gennem Majaz al Bab (også kaldet Medjez el Bab) og gav ordre til at imødegå et forsøg på at krydse dem.

## Optakt

### Våbenhvile med Vichy
Den 10. november var den franske modstand mod langsætningerne i Torch ophørt, hvilket skabte et militært vakuum i Tunesien. De 9. november overtog generalløjtnant Kenneth Anderson kommandoen over den østlige Task Force i Algier, som blev omdøbt til 1. britiske armé. Anderson beordrede tropper østpå for at erobre havne Bougie, Philippeville og Bône samt flyvepladsen ved Djedjelli, som forberedelse til at rykke ind i Tunesien. Allierede planlæggere havde udelukket landsætninger i Tunesien, fordi der manglede tropper og på grund af truslen fra luften. De allierede havde brug for at rykke frem inden Aksemagterne kunne nå at bringe forstærkninger til Tunis. Den 11. november var 36. britiske brigade gået i land ved Bougie uden at møde modstand, men forsyningsvanskeligheder betød at Djedjelli først blev nået den 13. november. Flyvepladsen ved Bône blev besat efter at 3. faldskærmsbataljon var blevet nedkastet og blev fulgt den 12. november af No. 6 Commando, som tog havnen.
Fortropper fra 36. brigade nåede Tebarka den 15. november og Djebel Abiod den 18. november, hvor de første gang fik kontakt med fjendtlige styrker. Længere sydpå, den 15. november, landede amerikanske faldskærmstropper fra 509. faldskærmsbataljon ved Youks-les-Bains flyvepladsen uden at møde modstand, og erobrede flyvepladsen ved Gafsa den 17. november. Den 19. november forlangte general Nehring passage for sine styrker over broen ved Medjez, hvilket blev nægtet af Barré. Tyskerne angreb to gange og blev slået tilbage, men det franske forsvar kostede dyrt, da de hverken havde kampvogne eller artilleri, og franskmændene trak sig tilbage. Selv om nogle Vichy-franske styrker havde sluttet sig til de allierede var de fleste Vichy-franske styrkers holdning usikker. Den 22. november placerede den Nordafrikanske aftale det Vichy-franske Nordafrika på de allieredes side og allierede garnisonstropper blev frigjort, så de kunne sendes til fronten. Aksestyrkerne havde fået forstærkninger, så de nu havde korpsstørrelse, og var dermed stærkere end de allierede.

### Planen
Der var to veje østpå ind i Tunesien fra Algeriet. Den allierede plan gik ud på at rykke frem langs de to veje og tage Bizerte og Tunis. Når først Bizerte var taget ville Torch være afsluttet. Angrebet i nord mod Bizerte ville blive foretaget af 36. britiske infanteribrigade og 78. britiske infanteridivision under generalmajor Vyvyan Evelegh), med støtte af "Hart Force", en lille mobil enhed fra den 11. britiske infanteribrigade. Mod syd angreb resten af 11. infanteribrigade. På deres venstre fløj var Blade Force (oberst Richard Hull), en pansret regimentsgruppe som indeholdt kampvognene fra 21. lancers, en let amerikansk kampvognsbataljon og motoriseret infanteri, faldskærmstropper, artilleri, panserværns- og luftværnsartilleri og ingeniørtropper.

## Slaget

### Det allierede angreb
De to allierede kolonner rykkede frem mod Djebel Abiod og Beja, under angreb fra Luftwaffe, som havde lokalt luftherredømme, fordi allierede fly måtte fly fra fjerne baser i Algeriet. På den nordlige vej gjorde de forreste elementer af 36. brigade hurtige fremskridt indtil den 17. november hvor de mødte en blandet styrke med 17 kampvogne, 400 faldskærmstropper og selvkørende artilleri ved Djebel Abiod. Briterne ødelagde 11 kampvogne, men da de ikke selv havde kampvogne blev de forsinket i 9 dage. De allierede kolonner, som var samlet ved Djebel Abiod og Beja, forberedte sig på et angreb den 24. november. 36. brigade under brigadegeneral A.L. Kent-Lemon skulle rykke frem fra Djebel Abiod mod Mateur og 11. brigade skulle rykke ned gennem dalen langs floden Merjerda for at tage Majaz al Bab (eller Medjez el Bab eller Medjez) og videre til Tebourba, Djedeida og Tunis.
Blade Force skulle rykke frem over landet ad små veje i hullet mellem de to infanteribrigader mod Sidi Nsir og foretage flankeangreb på Terbourba og Djedeida. Det nordlige angreb blev aflyst på grund af voldsomme regnbyger og i syd blev 11. infanteribrigade stoppet af forsvarerne i Medjez. Blade Force passerede gennem Sidi Nsir og nåede Chouigui passet nord for Terbourba, herefter infiltrerede amerikanerne i C-kompagniet, 1. bataljon, 1. pansrede regiment af 1. pansrede division (major Rudolph Barlow) med 17 M3 Stuart lette kampvogne med støtte fra panserbiler fra Derbyshire Yeomanry, ind bag aksemagternes linjer til en luftbase ved Djedeida om eftermiddagen. De allierede kampvogne ødelagde mere end 20 akse-fly, skød bygninger i grus, ødelagde forsyningslagre og forårsagede adskillige tab. Da de ikke havde infanteristøtte trak angriberne sig tilbage til Chouigui.
Den overraskelse, som Blade Force havde opnået, advarede Nehring om hvor sårbar garnisonen ved Medjez var overfor omgående bevægelser, og forsvarerne blev trukket tilbage til Djedeida, kun 30 km fra Tunis. 36. infanteribrigades angreb begyndte den 26. november, men Nehring benyttede forsinkelsen ved Djebel Abiod til at forberede et baghold ved Jefna på vejen mellem Sedjenane og Mateur. Tyskerne besatte højderne på begge sider af vejen, som efter den kraftige regn var meget mudret og terrænet på begge sider af vejen kunne ikke passeres af køretøjer. Den forreste britiske bataljon havde tab på 149. Kent-Lemon sendte enheder ind i bakkerne for at omgå tyskerne, men det beslutsomme forsvar fra faldskærmstropperne i velplacerede stillinger kunne ikke overvindes. En landsætning af No. 1 Commando 22 km vest for Bizerta den 30. november for at omgå Jefna stillingen slog fejl. Kommandosoldaterne vendte tilbage til 36. brigade den 3. december og stillingen forblev på tyske hænder indtil felttogets sidste dag i 1943.

### Tysk tilbagetrækning
Tidligt den 26. november rykkede 11. infanteribrigade ind i Medjez uden at møde modstand og nåede uden modstand til Tebourba og var klar til at rykke mod Djedeida. Den næste dag angreb tyskerne, forårsagede tab på 137 og tog 286 fanger. Brigaden angreb igen den 28. november mod flyvepladsen i Djedeida og kampgruppe "B" fra den 1. amerikanske pansrede division mistede 19 kampvogne under beskydning fra panserværnskanoner i byen. Den 29. november begyndte nye enheder fra den britiske 1. gardebrigade (78. infanteridivision), som var ankommet til Algier den 22. november, at afløse 11. infanteribrigade. Den 29. november var kampgruppe "B" blevet samlet for at angribe sammen med Blade Force den 2. december. 2. bataljon af faldskærmsregimentet under oberstløjtnant John Frost) skulle nedkastes i Operation Oudna den 3. december, nær Askemagternes flyvepladser ved Depienne 50 km syd for Tunis, for at ødelægge Stuka styrtbombefly og true Tunis sydfra. Hovedangrebet blev forpurret af et modangreb fra aksestyrkerne den 1. december og angrebet fra Blade Force blev opgivet. 2. bataljon trak sig 80 km tilbage til de allierede linjer under hyppige angreb og mistede 23 dræbte og sårede og 266 savnede.
Aksestyrkernes modangreb blev gennemført at 10. panserdivision under generalmajor Wolfgang Fischer), som netop var ankommet til Tunesien. Det kom fra nord mod Tebourba. Blade Force led betydelige tab og om aftenen den 2. december var den blevet trukket tilbage, hvilket efterlod 11. infanteribrigade og kampgruppe "B" til at imødegå aksestyrkernes angreb, som næsten afskar brigaden og brød igennem. Desperate kampe fra 2. bataljon af Hampshire Regiment (1. gardebrigade) og 1. bataljon East Surrey Regiment forsinkede aksemagternes fremrykning i fire dage og med kampgruppe "B"'s kamp mod pansrede og infanteriangreb fra sydøst gav det mulighed for en langsom tilbagetrækning til højtliggende terræn på begge sider af floden vest for Terbourba. Hampshire enheden havde tab på 75 % og Surrey enheden havde næsten 60 % tab.
Da flere allierede tropper ankom overtog 5. korps under generalløjtnant Charles Walter Allfrey) fra 1. armé kommandoen over alle styrker i Tebourba sektoren, som omfattede 6. pansrede division, 78. infanteridivision, kampgruppe B fra den 1. pansrede amerikanske division, 1. faldskærmsbrigade, 1. og 6. kommando. Allfrey anså de stærkt udtyndede enheder, som stod overfor Tebourba for sårbare og beordrede en tilbagetrækning til omkring 10 km til det højtliggende område ved Longstop Hill (djebel el Ahmera) 270 meter højt og Bou Aoukaz på begge sider af floden. Den 10. december angreb kampvogne fra aksemagterne kampgruppe "B" ved Bou Aoukaz. Da de sad fast i mudderet gennemførte de amerikanske kampvogne et modangreb, og kom også til at sidde fast, hvorefter de blev ramt en efter en. Amerikanerne mistede 18 kampvogne.

### Efterfølgende operationer
Et nyt allieret angreb var klar ved udgangen af december 1942, hvor den allierede styrke bestod af 54.000 britiske, 73.800 amerikanske og 7.000 franske tropper. Et hastigt efterretningsoverblik viste omkring 125.000 kamptropper og 70.000 støttetropper, fortrinsvis italienske, foran dem. Om natten mellem den 16. og 17. december angreb et kompagni fra 11. amerikanske infanteridivision Maknassy, 250 km syd for Tunis og tog 21 tyske fanger. Hovedangrebet begyndte om eftermiddagen den 22. december, trods regn og utilstrækkelig flystøtte. Elementer af 18. amerikanske regimentskampgruppe, 2. bataljon af Coldstream Guards fra 1. pansrede infanteribrigade rykkede frem mod de lavere højderygge på Longstop Hill, som dominerede flodkorridoren fra Medjez til Tebourba og videre til Tunis. Om morgenen den 23. december havde Coldstream garden drevet enheder fra 10. panserdivision væk fra toppen, var blevet afløst af 18. regimentskampgruppe og trukket tilbage til Mejdez. Tyskerne generobrede bakken ved et modangreb. Coldstreamgarden blev beordret tilbage og den følgende dag generobrede de toppen og gravede sig ned sammen med 18. regimentskampgruppe. Den 25. december begyndte ammunitionen at slippe op, og da tyske styrker holdt det høje område i nærheden betød det at stillingen på Longstop blev umulig at holde og gjorde en tilbagetrækning til Medjez nødvendig.

## Fodnoter
1. ↑  Senere udtalte Anderson og Cunningham, flådechefen, det synspunkt, at uden landsætninger øst for Algier var kapløbet til Tunis tabt inden det begyndte.[3]

## Yderligere læsning
- Anderson, Charles R. Tunisia 17 November 1942 to 13 May 1943. WWII Campaigns. United States Army Center of Military History. CMH Pub 72-12. Arkiveret fra originalen 17. september 2017. Hentet 27. januar 2016.
- Atkinson, Rick (2003). An Army at Dawn: The War in North Africa, 1942–1943. London: Little, Brown. ISBN 0-349-11636-9.
- Bauer, Eddy (2000) [1979].  Young, Peter (red.). The History of World War II (rev. udgave). London: Orbis Publishing. ISBN 1-85605-552-3.
- Blaxland, Gregory (1977). The Plain Cook and the Great Showman: the First and Eighth Armies in North Africa. London: Kimber. ISBN 0-7183-0185-4.
- Lucio, Ceva (1990). "The North African Campaign 1940–43: A Reconsideration".  I Gooch, John (red.). Decisive Campaigns of the Second World War. London: Routledge. ISBN 0-7146-3369-0.
- Mead, Richard (2007). Churchill's Lions: A biographical guide to the key British Generals of World War II. Stroud (UK): Spellmount. ISBN 978-1-86227-431-0.
- To Bizerte with the II Corps 23 April to 13 May 1943. American Forces in Action. United States Army Center of Military History. 1990 [1943]. CMH Pub 100-6. Arkiveret fra originalen 26. juli 2012. Hentet 27. januar 2016.

## Eksterne kilder
- Wikimedia Commons har flere filer relateret til Run for Tunis
- The Army Air Forces in WWII August 1942 – December 1943, Craven, W. F. & Cate, J. L.
- WWII Aerial Photos and Maps Arkiveret 29. juni 2015 hos  Wayback Machine
- Kasserine Pass Battles, Maps and Sketches, US Army Arkiveret 20. februar 2016 hos  Wayback Machine